# 分手总要在雨天
〈分手總要在雨天〉是1992年香港歌手張學友所錄製的唱片《真情流露》內的一首冠軍單曲，由寶麗金唱片公司首度於1992年5月13日發行，監製為歐丁玉。

## 背景
〈分手總要在雨天〉原曲為〈泣けない君へのラブソング〉，由日本作曲家片山圭司作曲，歌手前田亘輝（夏之管TUBE）演唱。經改編後由陳少琪填詞、盧東尼編曲，歌手張學友演唱，成為華語流行音樂的著名經典曲目，在大中華區廣為傳唱。
在專輯《真情流露》推出後，〈分手總要在雨天〉是整張唱片中最受歡迎的單曲之一，在香港、中國、馬來西亞、澳門等多個地區大受歡迎，成為冠軍金曲，於1993年下半年曾引起日本傳媒廣泛報導探討張學友的演唱方法。
1992年，臺灣填詞人謝明訓用國語填詞，歌名為〈一路上有你〉。
〈分手總要在雨天〉讓張學友蟬聯了勁歌金曲的金曲金獎，並摘得十大勁歌金曲獎。而張學友的演唱技巧亦被日本傳媒以及音樂界贊同，自1994年後他的唱片亦多次推出日本版，搶佔日本市場。

## 獲得獎項
1992年度十大勁歌金曲頒獎典禮
- 十大勁歌金曲第三季入選金曲
- 十大勁歌金曲
- 十大勁歌金曲金獎
- 澳門電台年度最佳金曲